# Saint-Hilaire-les-Places
Saint-Hilaire-les-Places (tiếng Occitan: Sent Alari las Plaças) là một xã của tỉnh Haute-Vienne, thuộc vùng Nouvelle-Aquitaine, miền trung nước Pháp.